# Ana-Maria Crnogorčević
Ana-Maria Crnogorčević, född den 3 oktober 1990 i Steffisburg, är en schweizisk fotbollsspelare som spelar för spanska FC Barcelona. Hon har tidigare spelat för bland annat FFC Frankfurt i den tyska högstaligan.

## Klubbmeriter
Med klubblaget FFC Frankfurt vann Crnogorčević Women´s Chamions League säsongen 2014/2015 när laget besegrade Paris Saint-Germain i finalen. Med samma klubb blev hon tvåa i samma turnering säsongen 2011/2012. Med Frankfurt har hon som bäst blivit tvåa i den tyska högstaligan, detta skedde säsongen 2013/2014.
I mars 2018 värvades Crnogorčević av amerikanska Portland Thorns FC. I december 2019 gick hon till spanska FC Barcelona.

## Landslagsmeriter
Ana-Maria Crnogorčević har spelat regelbundet för det schweiziska landslaget. Hon har representerat landet i världsmästerskapet i Kanada år 2015. I 2015 års turnering blev hon målskytt i gruppspelsmatchen mot Kamerun, som Schweiz dock förlorade med 1-2.
I EM-sammanhang har hon varit en del av den trupp som representerade Schweiz i EM i Nederländerna år 2017, där hon bland annat blev målskytt i gruppspelsmatchen mot Frankrike.
Den 9 juli 2022 spelade Crnogorčević sin 136:e landskamp och blev då den främste landslagsspelaren genom tiderna för Schweiz efter att tidigare delat rekordet med Lara Dickenmann.